# Boniewo (gmina)
Boniewo (daw. gmina Pyszkowo) – gmina wiejska w Polsce położona w województwie kujawsko-pomorskim, w powiecie włocławskim. W latach 1975–76 i 1984–98 gmina administracyjnie należała do województwa włocławskiego.
Siedziba gminy to Boniewo.
Według danych z 30 czerwca 2004 roku gminę zamieszkiwały 3582 osoby.

## Historia
W latach 1867–1954 obszar gminy Boniewo przynależał przede wszystkim do gminy Pyszkowo.
Gminę Boniewo powstała po raz pierwszy 1 stycznia 1973 roku w powiecie włocławskim w województwie bydgoskim w związku z reformą administracyjną kraju. W jej skład weszło 14 sołectw: Arciszewo, Bierzyn, Boniewo, Grójczyk, Grójec, Lubomin, Łania, Łąki Markowe, Łąki Wielkie, Osiecz Mały, Osiecz Wielki, Otmianowo, Pyszkowo i Sieroszewo.
1 czerwca 1975 roku gmina weszła w skład nowo utworzonego woj. włocławskiego.
15 stycznia 1976 roku gmina Bobrowniki została zniesiona, a jej tereny przyłączone do gmin:
- Chodecz – obszary sołectw: Łania, Osiecz Mały, Osiecz Wielki i Pyszkowo,
- Lubraniec – obszary sołectw: Arciszewo, Bierzyn, Boniewo, Grójczyk, Grójec, Lubomin, Łąki Markowe, Łąki Wielkie, Otmianowo i Sieroszewo.

1 stycznia gminę Boniewo reaktywowano. Reaktywowana gmina Boniewo objęła wszystkie 10 sołectw włączonych w 1976 roku do gminy Lubraniec (Arciszewo, Bierzyn, Boniewo, Grójczyk, Grójec, Lubomin, Łąki Markowe, Łąki Wielkie, Otmianowo i Sieroszewo) oraz dodatkowo sołectwo Jerzmanowo z gminy Lubraniec, nie należące wcześniej do gminy Boniewo. Ponadto w skład reaktywowanej gminy Boniewo weszły 2 z 4 sołectw włączonych w 1976 roku do gminy Chodecz (Osiecz Mały i Osiecz Wielki) i tyko części pozostałych dwóch sołectw (wieś Żurawice z sołectwa Łania i wieś Sarnowo z sołectwa Pyszkowo); wsie Łania i Pyszkowo pozostały w gminie Chodecz.
W 1999 roku gmina Bobrowniki powróciła do reaktywowanego powiatu włocławskiego w nowo utworzonym województwie kujawsko-pomorskim.

## Struktura powierzchni
Według danych z 2002 roku gmina Boniewo ma obszar 77,72 km², w tym:
- użytki rolne: 86%
- użytki leśne: 5%

Gmina stanowi 5,28% powierzchni powiatu.

## Demografia

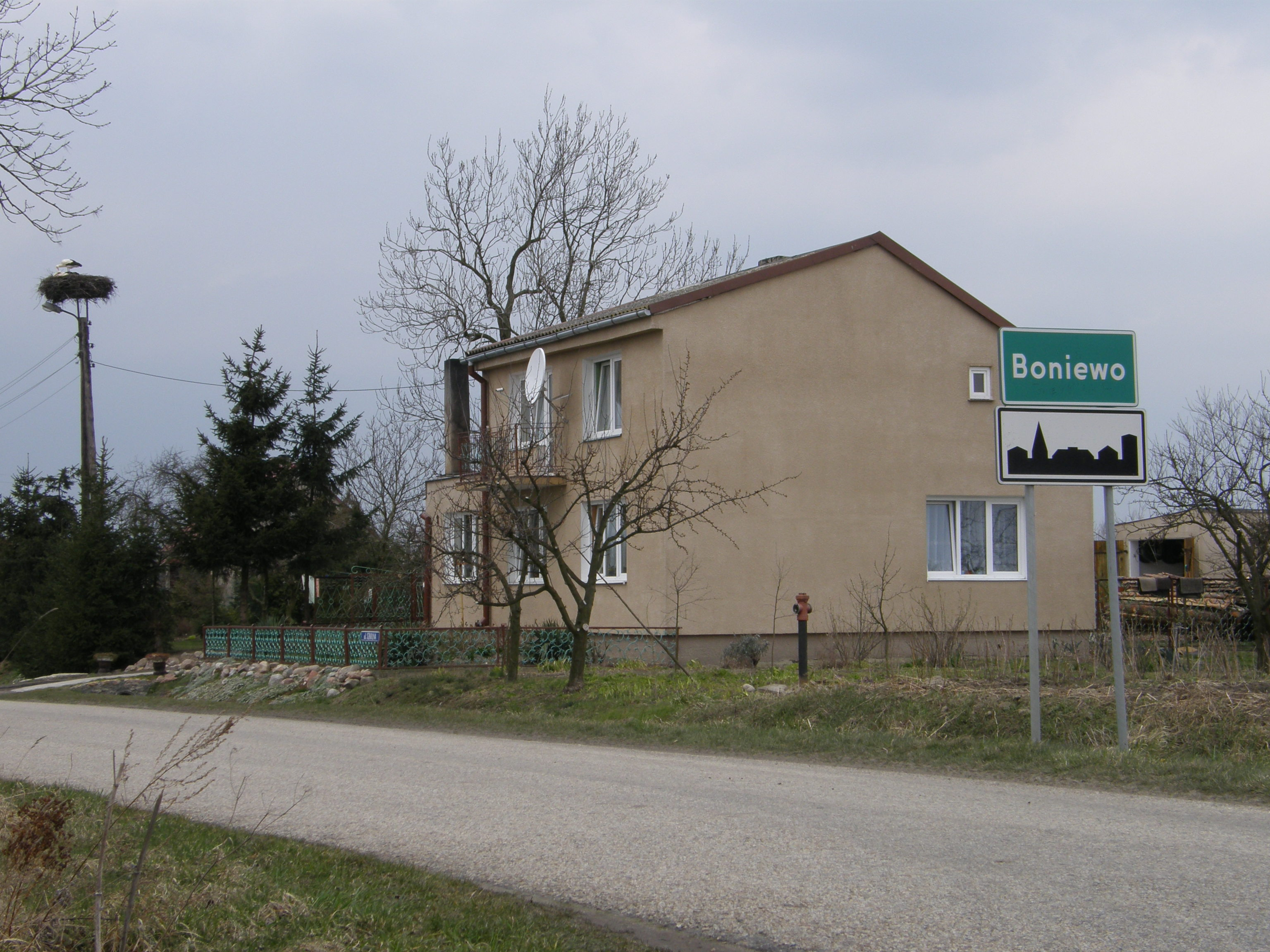
Boniewo

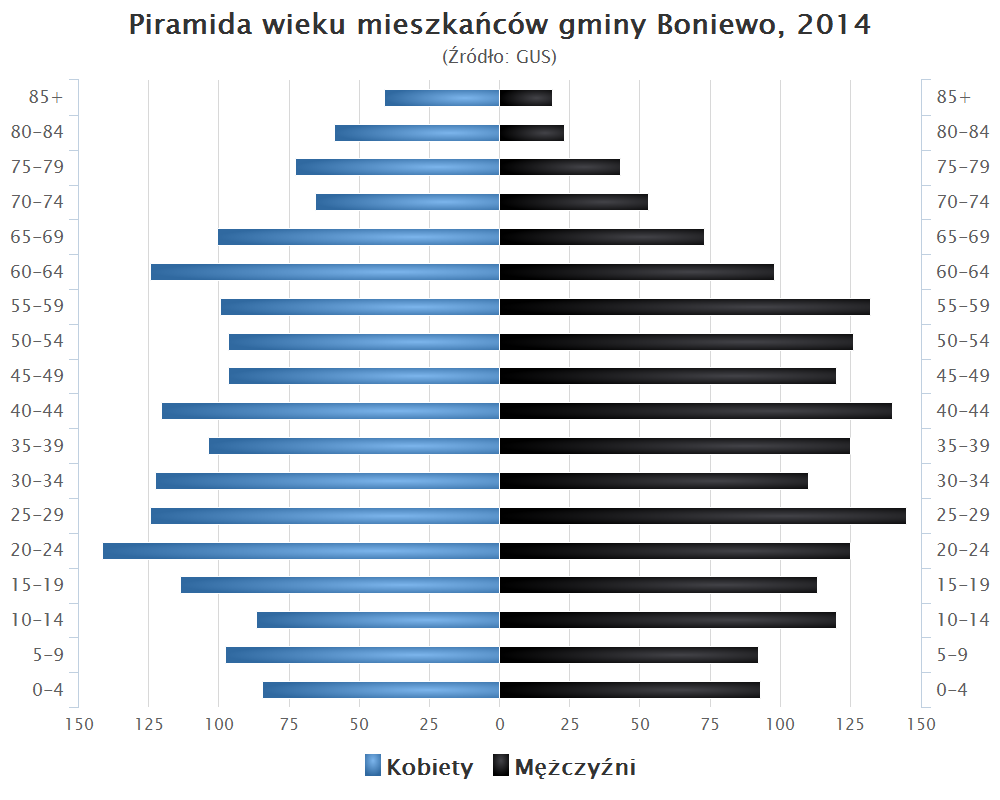
Piramida wieku mieszkańców gminy Boniewo w 2014 roku

Dane z 30 czerwca 2004:
| Opis                              | Ogółem | Ogółem | Kobiety | Kobiety | Mężczyźni | Mężczyźni |
| --------------------------------- | ------ | ------ | ------- | ------- | --------- | --------- |
| jednostka                         | osób   | %      | osób    | %       | osób      | %         |
| populacja                         | 3582   | 100    | 1802    | 50,3    | 1780      | 49,7      |
| gęstość zaludnienia (mieszk./km²) | 46,1   | 46,1   | 23,2    | 23,2    | 22,9      | 22,9      |

## Zabytki
Wykaz zarejestrowanych zabytków nieruchomych na terenie gminy:
- cmentarz rzymskokatolicki, obecnie komunalny z XIX/XX w. w Boniewie, nr 289/A z 29.04.1992 roku,
- zespół dworski z drugiej połowy XIX w. w Boniewie, obejmujący: dwór; park, nr 149/A z 06.09.1984 roku,
- zespół dworski z drugiej połowy XIX w. w Kaniewie, obejmujący: dwór; park, nr 151/A z 15.09.1984 roku,
- zespół dworski z drugiej połowy XIX w. w Otmianowie, obejmujący: dwór; park, nr 150/A z 06.09.1984 roku.

## Sołectwa
Anielin, Arciszewo, Bierzyn, Boniewo, Grójec, Grójczyk, Jerzmanowo, Lubomin, Lubomin Leśny, Lubomin Rządowy, Łąki Markowe, Łąki Wielkie, Osiecz Mały, Osiecz Wielki, Otmianowo, Sarnowo, Sieroszewo, Sułkówek, Wólka Paruszewska, Żurawice.

## Miejscowości niesołeckie
Bnin, Czuple, Janowo, Jastrzębiec, Kaniewo, Krajanki, Łączewna, Łąki Zwiastowe, Michałowo, Mikołajki, Paruszewice.

## Sąsiednie gminy
Choceń, Chodecz, Izbica Kujawska, Lubraniec